# Luciano Ghezzi
Luciano Ghezzi (14 novembre 1963 – 2 ottobre 2020) è stato un bassista italiano, fondatore del gruppo ClanDestino e noto per la sua collaborazione con Luciano Ligabue.

## Biografia

### Prime esperienze musicali
Di origine milanese ma trasferitosi a Reggio Emilia nel 1980,
Luciano Ghezzi apprende le tecniche del basso elettrico da autodidatta e muove i primi passi nella musica verso la fine degli anni settanta militando in svariate band della scena musicale di Reggio Emilia, tra le quali "Casablanca", "Agents" e "The Avengers". In questi anni fa la conoscenza del chitarrista Max Cottafavi e del batterista Gigi Cavalli Cocchi, con cui condividerà molte esperienze musicali nei lustri a venire. Parallelamente, nel 1987 insieme ad un amico si occupa dello "Studio Seltz", le sale prove del comune di Reggio Emilia, curandone la gestione.

### Con Ligabue e i ClanDestino
Nel 1989 Ghezzi viene contattato da Gigi Cavalli Cocchi che lo coinvolge nel progetto di un "nuovo" cantautore: Luciano Ligabue, che sta formando una band per l'incisione del suo disco d'esordio. Entrato nel gruppo insieme a Cavalli Cocchi e a Cottafavi (gruppo che dal 1991 assumerà il nome di ClanDestino), Ghezzi inizia una collaborazione col Liga che durerà fino al 1994. Sono anni in cui Ghezzi incide le parti di basso dei primi 4 dischi di Ligabue ("Ligabue", Lambrusco coltelli rose & popcorn", "Sopravvissuti e sopravviventi" e "A che ora è la fine del mondo?", tutti WEA) in qualità di musicista/arrangiatore, oltre a essere impegnato nell'attività promozionale (TV e videoclip) e live dell'artista. In particolare Ghezzi suona per tutto il celeberrimo "Neverending tour" (260 date), e con Ligabue apre i concerti degli U2 a Torino e Napoli nel 1993. Il basso di Ghezzi è presente anche in Primo tempo, il best of dei primi anni di carriera di Ligabue, pubblicato nel 2007.
Terminata l'avventura con Ligabue, i ClanDestino incidono nel 1994 l'album omonimo, ma poco tempo dopo Ghezzi abbandona la band per motivi personali.

### Dai Delinqenti ai concerti di Campovolo
Alla fine del 1994 Ghezzi entra a far parte dei Delinqenti con i quali collabora fino al 1998. In questi 4 anni la band realizza, con la partecipazione del chitarrista Phil Palmer, il disco Anime in cerca di guai, e circa 500 concerti.
Nel 1999, dopo lo scioglimento dei Delinqenti, Ghezzi fu fra i fondatori degli Eclipse, tribute band dei Pink Floyd che lasciò nel 2003.
Dopo essersi ricongiunto ai ClanDestino già in occasione dei raduni del Bar Mario (il fan club ufficiale di Ligabue) dei primi anni duemila, Ghezzi suonò con questa band al concerto evento di Ligabue il 10 settembre 2005 al Campovolo di Reggio Emilia, a cui seguì la partecipazione al Nome e cognome tour del 2006 nei club e negli stadi. Nel 2007 Ghezzi tornò sul palco con i Club Destino, ovvero i ClanDestino con una formazione parzialmente modificata,  incidendo tra l'altro l'album live Registrazioni Clandestine, a cui seguì nel 2010 l'EP "Il giorno che verrà", stavolta eseguito dalla band nella sua formazione e denominazione abituale.
Ghezzi e i ClanDestino si ritrovarono a dividere il palco con Ligabue ancora nel luglio 2011 al concerto di "Campovolo 2.0", esperienza ripetuta una terza volta nel settembre 2015 per celebrare i 25 anni di carriera del cantante emiliano e del suo primo album. Un quarto concerto a Campovolo si sarebbe dovuto tenere nel settembre 2020, salvo poi essere rinviato a giugno 2021 a causa della pandemia di COVID-19: Ghezzi, che avrebbe dovuto parteciparvi sempre coi ClanDestino, prende parte in quei giorni alle registrazioni di una versione live di Urlando contro il cielo nella stessa RCF Arena in cui l'evento era previsto, insieme a tutti gli altri musicisti che avrebbero accompagnato Ligabue nel concerto.
Poche settimane dopo Luciano Ghezzi muore improvvisamente all'età di 56 anni, il 2 ottobre 2020. Poco più di due mesi dopo nell'album 7 di Ligabue viene pubblicato il brano Si dice che, basato su una vecchia traccia di basso incisa da Ghezzi che viene mantenuta nella versione definitiva del pezzo anche per il desiderio del cantante di rendere omaggio al bassista. Anche i ClanDestino gli rendono omaggio dedicandogli il loro disco L'essenza (e in particolare il brano "Grazie per i giorni").